# جنيفر شاي
جنيفر شاي (بالإنجليزية: Jennifer Shay)‏ هي عالمة بيئة كندية وبريطانية، ولدت في 27 مارس 1930 في كينغستون أبون هال في المملكة المتحدة.